# Tropidoscyphus octocostatus
Tropidoscyphus octocostatus is een soort in de taxonomische indeling van de Euglenozoa. Deze micro-organismen zijn eencellig en meestal rond de 15-40 mm groot. Het organisme komt uit het geslacht Tropidoscyphus en behoort tot de familie Astasiaceae. Tropidoscyphus octocostatus werd in 1878 ontdekt door F. Stein.